# 劉漢銓
劉漢銓，GBS，JP（1947年7月16日—），香港律師及國際公證人，現任中國人民政治協商會議全國委員會常務委員。

## 簡介
曾任中西區區議會主席、香港律師會會長、新機場及有關工程諮詢委員會委員、強迫入學覆檢委員會主席、港事顧問、香港特別行政區籌備委員會預備工作委員會委員、香港特別行政區籌備委員會委員、香港特別行政區第一屆政府推選委員會委員、土地發展公司非官方成員、市區重建局非執行董事、世界龍岡學校（香港）有限公司董事局成員、香港按揭證券有限公司董事、經濟及就業委員會成員、香港協進聯盟主席。
1995年至2004年任立法局議員、臨時立法會議員、立法會功能界別議員，均為透過參加選舉委員會當選。他亦是第九屆全國政協委員，第十屆、十一屆、十二屆全國政協常委。

## 榮譽
- 非官守太平紳士（1989年）
- 金紫荊星章（2001年）